# Lakeport (Texas)
Lakeport é uma cidade localizada no estado norte-americano do Texas, no Condado de Gregg.

## Demografia
Segundo o censo norte-americano de 2000, a sua população era de 861 habitantes.
Em 2006, foi estimada uma população de 944, um aumento de 83 (9.6%).

## Geografia
De acordo com o United States Census Bureau tem uma área de
4,0 km², dos quais 4,0 km² cobertos por terra e 0,0 km² cobertos por água.

## Localidades na vizinhança
O diagrama seguinte representa as localidades num raio de 20 km ao redor de Lakeport.